# Liste des circonscriptions législatives de Seine-et-Marne
La liste des circonscriptions législatives de Seine-et-Marne répertorie les circonscriptions législatives de Seine-et-Marne, constituée de cinq circonscriptions de 1958 à 1986, de neuf circonscriptions après le redécoupage électoral de 1986 puis de onze circonscriptions depuis le redécoupage de 2010, entré en application à compter des élections législatives de 2012.

## Présentation
Par ordonnance du 13 octobre 1958 relative à l'élection des députés à l'Assemblée nationale, le département de Seine-et-Marne est d'abord constitué de cinq circonscriptions électorales. La réorganisation de la région parisienne en 1964 n'a pas d'impact sur le découpage du département qui n'est pas concerné ; néanmoins, le canton de Chelles, créé à cette occasion, est ajouté à la 2e circonscription.
Lors des élections législatives de 1986 qui se sont déroulées selon un mode de scrutin proportionnel à un seul tour par listes départementales, le nombre de sièges de la Seine-et-Marne a été porté de cinq à neuf.
Le retour à un mode de scrutin uninominal majoritaire à deux tours en vue des élections législatives suivantes, a maintenu ce nombre de neuf sièges,, selon un nouveau découpage électoral prenant en compte les récentes modifications cantonales.
Le redécoupage des circonscriptions législatives réalisé en 2010 et entrant en application à compter des élections législatives de juin 2012, a modifié le nombre et la répartition des circonscriptions de Seine-et-Marne, porté à onze du fait de la forte croissance démographique du département.

## Composition des circonscriptions

### Composition des circonscriptions de 1958 à 1986

Circonscriptions législatives de Seine-et-Marne avant le redécoupage de 1986

À compter de 1958, la Seine-et-Marne comprend cinq circonscriptions regroupant les cantons suivants :
- Première circonscription : Brie-Comte-Robert - Châtelet-en-Brie - Melun-Nord - Melun-Sud - Mormant - Tournan-en-Brie

- Deuxième circonscription : Claye-Souilly - Dammartin-en-Goële - Lagny

- Troisième circonscription : Coulommiers - Crécy-en-Brie - La Ferté-sous-Jouarre - Lizy-sur-Ourcq - Meaux - Rebais

- Quatrième circonscription : Bray-sur-Seine - Donnemarie-Dontilly - La Ferté-Gaucher - Montereau-Fault-Yonne - Nangis - Provins - Rozay-en-Brie - Villiers-Saint-Georges

- Cinquième circonscription : La Chapelle-la-Reine - Château-Landon - Fontainebleau - Lorrez-le-Bocage - Moret-sur-Loing - Nemours

### Composition des circonscriptions de 1988 à 2012

Circonscriptions législatives de Seine-et-Marne du redécoupage de 1988 à celui de 2010.

À compter du découpage de 1986, la Seine-et-Marne comprend neuf circonscriptions regroupant les cantons suivants :
- Première circonscription : Melun-Sud - Perthes - Savigny-le-Temple

- Deuxième circonscription : La Chapelle-la-Reine - Château-Landon - Fontainebleau - Lorrez-le-Bocage-Préaux - Nemours

- Troisième circonscription : Le Châtelet-en-Brie - Melun-Nord - Moret-sur-Loing - Montereau-Fault-Yonne

- Quatrième circonscription : Bray-sur-Seine - Donnemarie-Dontilly - La Ferté-Gaucher - Nangis - Provins - Rebais - Rozay-en-Brie - Villiers-Saint-Georges

- Cinquième circonscription : Coulommiers - Crécy-la-Chapelle - La Ferté-sous-Jouarre - Meaux-Sud

- Sixième circonscription : Dammartin-en-Goële - Meaux-Nord - Mitry-Mory - Lizy-sur-Ourcq

- Septième circonscription : Chelles - Claye-Souilly - Vaires-sur-Marne - Lagny-sur-Marne (communes de Gouvernes, Lagny-sur-Marne, Pomponne, Saint-Thibault-des-Vignes)

- Huitième circonscription : Champs-sur-Marne - Noisiel - Roissy-en-Brie - Torcy - Lagny-sur-Marne (communes de Carnetin, Chalifert, Chanteloup, Chessy, Conches, Coupvray, Dampmart, Guermantes, Jablines, Jossigny, Lesches, Montévrain, Thorigny-sur-Marne)

- Neuvième circonscription : Brie-Comte-Robert - Mormant - Pontault-Combault - Tournan-en-Brie

### Composition des circonscriptions à compter de 2012

Circonscriptions législatives de Seine-et-Marne depuis le redécoupage de 2010

Depuis le nouveau découpage électoral, le département comprend onze circonscriptions, soit deux de plus que précédemment, regroupant les cantons suivants :
- Première circonscription : Melun-Nord - Melun-Sud - Perthes

- Deuxième circonscription : La Chapelle-la-Reine - Château-Landon - Fontainebleau - Lorrez-le-Bocage-Préaux - Nemours

- Troisième circonscription : Châtelet-en-Brie - Montereau-Fault-Yonne - Moret-sur-Loing - Mormant

- Quatrième circonscription : Provins - Nangis - Bray-sur-Seine - Donnemarie-Dontilly - Villiers-Saint-Georges - La Ferté-Gaucher - Rebais - Rozay-en-Brie

- Cinquième circonscription : Coulommiers - Crécy-la-Chapelle - La Ferté-sous-Jouarre - Thorigny-sur-Marne (communes de Bailly-Romainvilliers, Magny-le-Hongre, Serris)

- Sixième circonscription : Lizy-sur-Ourcq - Meaux-Nord - Meaux-Sud - Dammartin-en-Goële (communes de Cuisy, Forfry, Gesvres-le-Chapitre, Juilly, Marchémoret, Montgé-en-Goële, Monthyon, Oissery, Le Plessis-l'Évêque, Rouvres, Saint-Mard, Saint-Pathus, Saint-Soupplets et Vinantes)

- Septième circonscription : Claye-Souilly - Lagny-sur-Marne - Mitry-Mory - Dammartin-en-Goële (communes de Dammartin-en-Goële, Le Mesnil-Amelot, Longperrier, Mauregard, Moussy-le-Neuf, Moussy-le-Vieux, Othis, Thieux et Villeneuve-sous-Dammartin), Villeparisis

- Huitième circonscription : Roissy-en-Brie - Torcy - Thorigny-sur-Marne (sauf les communes de Bailly-Romainvilliers, Magny-le-Hongre et Serris)

- Neuvième circonscription : Brie-Comte-Robert - Pontault-Combault - Tournan-en-Brie - Combs-la-Ville (seulement la commune de Combs-la-Ville)

- Dixième circonscription : Champs-sur-Marne - Chelles - Noisiel - Vaires-sur-Marne

- Onzième circonscription : Combs-la-Ville (sauf la commune de Combs-la-Ville) - Le Mée-sur-Seine - Savigny-le-Temple

À la suite du redécoupage des cantons de 2014, les circonscriptions législatives ne sont plus composées de cantons entiers mais continuent à être définies selon les limites cantonales en vigueur en 2010. Les circonscriptions sont ainsi composées des cantons actuels suivants :
- Première circonscription : cantons de Fontainebleau (9 communes), Melun et Saint-Fargeau-Ponthierry (sauf communes de Nandy et Seine-Port)

- Deuxième circonscription : cantons de Fontainebleau (25 communes) et Nemours (sauf communes de Dormelles, Montigny-sur-Loing et Villemer), commune de Bois-le-Roi

- Troisième circonscription : cantons de Montereau-Fault-Yonne et Nangis (35 communes), communes de Dormelles, Montigny-sur-Loing et Villemer

- Quatrième circonscription : cantons de Coulommiers (36 communes), Fontenay-Trésigny (17 communes), Nangis (10 communes) et Provins, communes de Tigeaux, Villeneuve-le-Comte et Villeneuve-Saint-Denis

- Cinquième circonscription : cantons de Coulommiers (14 communes), La Ferté-sous-Jouarre (19 communes) et Serris (sauf communes de Bailly-Romainvilliers, Magny-le-Hongre, Serris et Tigeaux), communes de Faremoutiers, Guérard et Pommeuse

- Sixième circonscription : cantons de Claye-Souilly (18 communes), La Ferté-sous-Jouarre (28 communes) et Meaux, communes de Marchémoret, Montgé-en-Goële, Saint-Pathus et Vinantes

- Septième circonscription : cantons de Claye-Souilly (12 communes), Mitry-Mory (sauf communes de Marchémoret, Montgé-en-Goële, Saint-Pathus et Vinantes) et Villeparisis (sauf communes de Brou-sur-Chatereine et Vaires-sur-Marne), communes de Gouvernes, Lagny-sur-Marne, Pomponne et Saint-Thibault-des-Vignes

- Huitième circonscription : cantons de Lagny-sur-Marne (sauf communes de Gouvernes, Lagny-sur-Marne, Pomponne et Saint-Thibault-des-Vignes) et Torcy, communes de Bailly-Romainvilliers, Croissy-Beaubourg, Ferrières-en-Brie, Magny-le-Hongre, Ozoir-la-Ferrière, Pontcarré, Roissy-en-Brie et Serris

- Neuvième circonscription : cantons de Fontenay-Trésigny (13 communes), Ozoir-la-Ferrière (sauf communes de Ferrières-en-Brie, Ozoir-la-Ferrière, Pontcarré, Villeneuve-le-Comte et Villeneuve-Saint-Denis) et Pontault-Combault (sauf communes d'Emerainville et Roissy-en-Brie), communes de Brie-Comte-Robert et Combs-la-Ville

- Dixième circonscription : cantons de Champs-sur-Marne (sauf commune de Croissy-Beaubourg) et Chelles, communes de Brou-sur-Chatereine, Emerainville et Vaires-sur-Marne

- Onzième circonscription : cantons de Combs-la-Ville (sauf communes de Brie-Comte-Robert et Combs-la-Ville) et Savigny-le-Temple, communes de Nandy et Seine-Port